# Jing Boran
Dans ce nom chinois, le nom de famille, Jing, précède le nom personnel Boran.
Jing Boran est un acteur chinois né le 19 avril 1989 à Shenyang.

## Filmographie
- 2010 : Chuen sing yit luen - yit lat lat : Xiao Fang
- 2011 : The Founding of a Party (Jian dang wei ye) de Huang Jianxin (en) : Xie Shaomin
- 2011 : Love in Space : Wen Feng
- 2012 : Guillotines d'Andrew Lau : Shisan
- 2012 : Le Mystère des balles fantômes : Xiaowu
- 2012 : Ying zi ai ren
- 2013 : Up in the Wind
- 2014 : Rise of the Legend : Fiery
- 2015 : Monster Hunt de Raman Hui : Song Tianyin
- 2015 : San cheng ji : Hua
- 2015 : Lost and Love (Shi gu) : Zheng Shuai
- 2015 : Xin niang da zuo zhan : TV Présentateur
- 2016 : Time Raiders de Daniel Lee Yan-kong : Zhang Qiling
- 2016 : Wei wei yi xiao hen qing cheng : Xiao Nai / Yixiao Naihe
- 2018 : Monster Hunt 2 de Raman Hui : Song Tianyin
- 2018 : The Shadow Play (Feng zhong you duo yu zuo de yun) de Lou Ye : Yang Jiadong
- 2018 : Us and Them de Rene Liu : Jianqing
- 2018 : Zu zong shi jiu dai
- 2019 : The Climbers de Daniel Lee Yan-kong